# 頓斯科伊
53°58′N 38°19′E / 53.967°N 38.317°E
頓斯科伊（俄语：Донско́й）是俄羅斯圖拉州東部的一個城市，位於頓河上游，距圖拉以東65公里。2002年人口32,745人。
頓斯科伊於1939年升格為城鎮。